# Сонячне (зупинний пункт, Україна)
Сонячне (до 2019 року — Ленселище) — пасажирський залізничний зупинний пункт Одеської дирекції Одеської залізниці на електрифікованій лінії Роздільна I — Одеса-Головна між станціями Карпове (4 км) та Вигода (6 км). Розташований за 0,8 км на захід від однойменного села Одеського району Одеської області та за 0,9 км від села Молдованка Роздільнянського району Одеської області.

## Пасажирське сполучення
На платформі Сонячне зупиняються приміські електропоїзди сполученням Одеса — Роздільна I / Вапнярка / Балта.